# Olearia colensoi
Olearia colensoi (Engels: leatherwood, Maori: tūpare) is een soort uit de composietenfamilie (Asteraceae). Het is een ruige en taaie struik die op sommige plaatsen ondoordringbaar struikgewas vormt. De struik kan een groeihoogte van 10 meter bereiken. De struik heeft een papierachtige schilferige schors met een lichtbruine kleur. De takken zijn bedekt met wollig haar en de bladeren zijn dik, leerachtig en getand. Aan de onderzijde zijn de bladeren witkleurig, zacht en donzig. De kleine bloemen hebben een dieprode, paarse of gele kleur.
De soort is endemisch in Nieuw-Zeeland, waar hij voorkomt op het Noordereiland, het Zuidereiland en op Stewarteiland en enkele van de aangrenzende kleinere eilanden. Het is een subalpiene soort die in het uiterste zuiden van Nieuw-Zeeland ook op zeeniveau voorkomt. De soort groeit in gebieden met een hoge regenval. 
De soort is vernoemd naar de Britse botanicus en missionaris William Colenso.

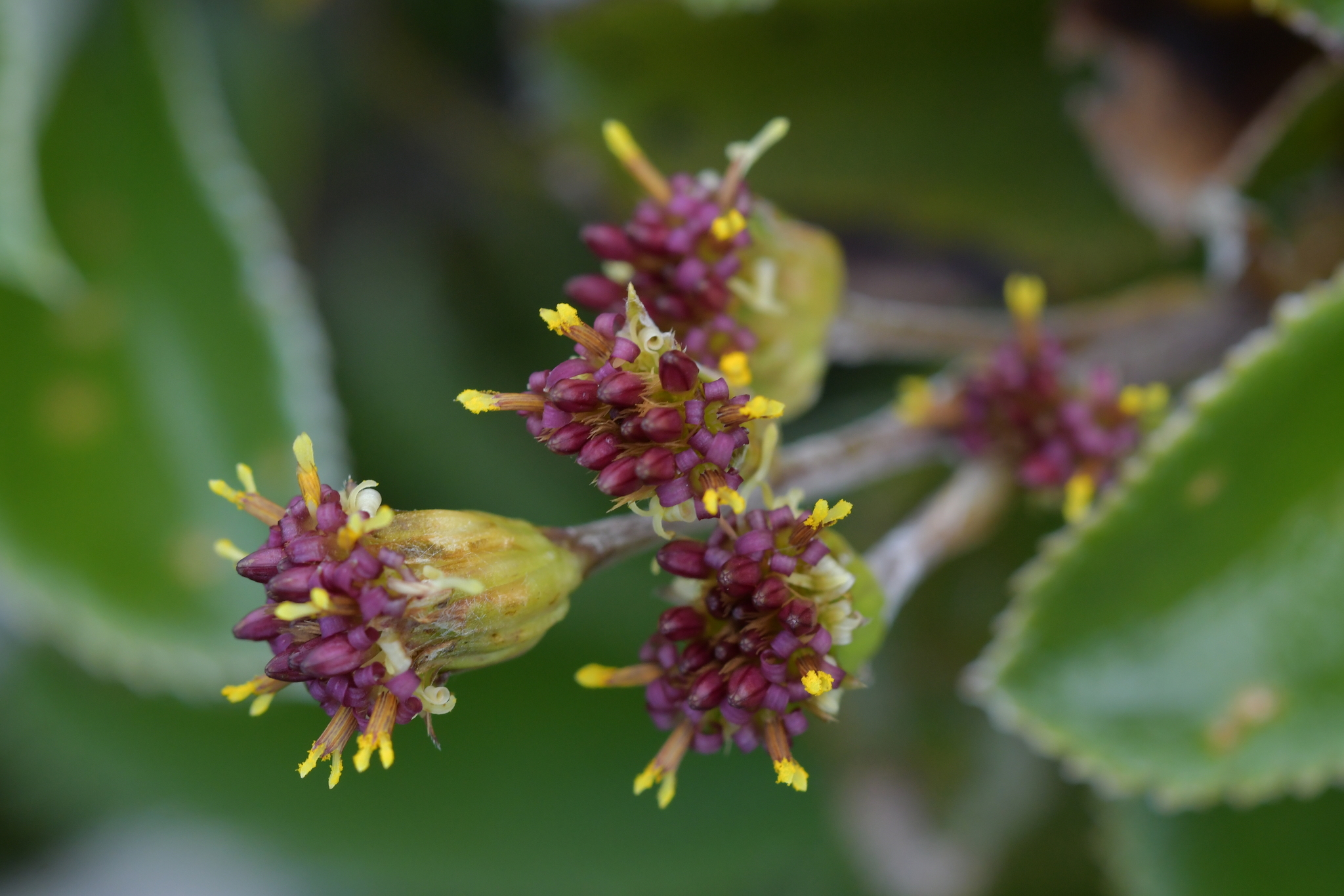
Bloemen